# Otto Schottenheim
Otto Schottenheim (* 20. Oktober 1890 in Regensburg; † 2. September 1980 ebenda) war ein deutscher Arzt und Politiker (NSDAP). Er war von 1933 bis 1945 Oberbürgermeister von Regensburg.

## Leben und Wirken bis 1935

### Ausbildung, Erster Weltkrieg und Folgen
Otto Schottenheim wurde 1890 in Regensburg als Sohn eines Postbeamten geboren. Er besuchte dort die Volksschule und das damals Neues Gymnasium genannte, heutige Albrecht-Altdorfer-Gymnasium und studierte an den Universitäten von Würzburg, Erlangen und München Medizin. 1912 wurde er Mitglied der Burschenschaft der Bubenreuther Erlangen.
Am Ersten Weltkrieg nahm er als Lazarettarzt teil, trat danach in die Freikorpskompanie „Sengmüller“ ein und beteiligte sich im Mai 1919 an der blutigen Niederschlagung der Räterepublik in Bayern.
Nach der Promotion 1920 ließ sich Schottenheim in Regensburg als praktischer Arzt nieder. Im Jahr 1922 engagierte er sich politisch im rechtsextremen Bund Oberland und später im nationalsozialistischen Verein Lebensborn.
Bereits am 1. April 1929 trat Schottenheim der NSDAP (Mitgliedsnummer 122.988) und kurz darauf der SS bei (SS-Nummer 1.527). Weiterhin wurde er Mitglied der SA und vieler anderen NS-Organisationen. Als praktischer Arzt genoss Schottenheim bei den unteren und schwachen sozialen Schichten hohes Ansehen. Als Mitglied der NSDAP war er weder der Gruppe der alten NS-Kämpfer ohne akademischen Abschluss, noch der Gruppe der jungen, aufstiegsorientierten Akademiker zuzurechnen. Vielmehr war Schottenheim als Akademiker und Nichtjurist das Beispiel für ein NSDAP-Mitglied aus der Gruppe der bürgerlichen, frühen Gesinnungsfreunde mit einer national geprägten Biographie, bürgerlicher Existenz und Berufslaufbahn und ausgestattet mit einem starken persönlichen und sozialen Engagement.

### Etablierung als Oberbürgermeister im Regime der NSDAP
Nach der Machtergreifung der NSDAP (Ende Jan. 1933) und erfolgte am 9. März 1933 die Berufung von Franz Ritter von Epp zum Reichskommissar von Bayern. Einige Tage später wurde die Ablösung der bayerischen Regierung durch Minister der NSDAP erzwungen. In Regensburg wurde am 20. März 1933 der amtierende Oberbürgermeister Otto Hipp von der SA aus seiner Wohnung geholt, in das Rathaus gebracht und unter dem Druck von Tumulten einer vor dem Alten Rathaus versammelten Menschenmenge gezwungen, seine Rücktrittserklärung zu unterschreiben. Unter Pfui-Rufen verließ er das Rathaus und wurde in „Schutzhaft“ genommen. Noch am selben Tag ernannte die örtliche NSDAP unter Kreisleiter Wolfgang Weigert Otto Schottenheim als kommissarischen Bürgermeister zum Nachfolger von Otto Hipp. Die Ernennung wurde vom neuen Innenminister in München bestätigt.
Eine Beteiligung des Stadtrates an der Nachfolgeregelung wurde auf unbestimmte Zeit vertagt. Das geschah, weil die NSDAP und die mit ihr kooperierende DNVP nach der Kommunalwahl 1929 beide jeweils nur ein einziges Mandat im Stadtrat hatten, gegenüber einer Mehrheit von BVP mit 14, SPD mit 7 und Liberalen mit 4 Mandaten. Diese Zusammensetzung des Stadtrates, die in anderen Städten ähnlich war, wurde von der NSDAP als „unerträglich“ empfunden und hatte zur Folge, dass die Reichsregierung Ende März 1933 das Gleichschaltungsgesetz erließ. Nach diesem Gesetz musste die Zusammensetzung aller Stadträte dem Ergebnis der Reichstagswahlen vom März 1933 in der jeweiligen Kommune (ohne KPD) angepasst werden. Wegen des schlechten NSDAP-Ergebnisses bei dieser Wahl in Regensburg erbrachte aber auch diese Maßnahme im Regensburger Stadtrat – anders als in vielen anderen Städten – mit 12 Sitzen für die BVP und 5 Sitzen für die SPD keine Mehrheit für die NSDAP mit 10 Sitzen und 1 Sitz für die Kampfbund Schwarz-Weiß-Rot. Trotzdem bestätigte der Stadtrat in dieser Zusammensetzung am 29. Mai 1933 den bisher nur kommissarisch ernannten Bürgermeister Schottenheim als einzigen Kandidaten zum ehrenamtlichen (ab 1935 berufsmäßig) Oberbürgermeister. Die Vorsitzenden der Fraktionen von BVP und SPD bekundeten ihre Bereitschaft zur Zusammenarbeit, nachdem schon vorher der bayerische Innenminister in einer Rede das Verbot dieser beiden Parteien angekündigt hatte (s. u.). Außerdem hatten beide Parteien bereits mehrere Wellen von Einschüchterungen durch örtliche NSDAP-Organisationen erlebt. Die Verlagsgebäude der BVP-Zeitung „Regensburger Anzeiger“ und der SPD-Zeitung „Volkswacht“ waren durchsucht worden, wurden dann gleichgeschaltet und nach und nach als Bayerische Ostwacht übernommen bzw. stellten wie im Fall der Volkswacht ihr Erscheinen ein. Im Verlauf der Einschüchterungsaktionen kamen 70 Personen in Vorbeugehaft, in erster Linie kommunistische Funktionäre, aber auch Mitglieder der von der SPD unterstützten Organisation Reichsbanner Schwarz-Rot-Gold, der Gewerkschaften und auch jüdische Mitbürger.
Eskaliert war die Situation bereits Anfang Mai 1933, als nach dem „Tag der nationalen Arbeit“ unter dem Motto „Volksgemeinschaft statt Klassenkampf“ die SA das Gewerkschaftshaus in Beschlag genommen und in Horst–Wessel–Haus umbenannt hatte. Auch die Geschäftsstellen der Christlichen Gewerkschaften und der Bauernvereine wurden besetzt und deren Organisationen gleichgeschaltet. Am 12. Mai veranstaltete die Hitlerjugend auf dem Neupfarrplatz die Verbrennung von Büchern und Fahnen. Wenige Tage später kündigte der Gauleiter Adolf Wagner, als bayerischer Innenminister verantwortlich für die Polizeigewalt, bei einer Rede im Reichssaal des Rathauses in Regensburg die baldige Auflösung der Parteien an. Am 22. Juni 1933 wurde die SPD verboten und am 4. Juli folgte eine erzwungene Selbstauflösung der BVP nach Hausdurchsuchungen auch beim ehemaligen Ministerpräsidenten Heinrich Held und beim Bauernführer der BVP Georg Heim. Alle SPD- und BVB-Stadträte wurden in Schutzhaft genommen. Damit begann die völlige Gleichschaltung des Stadtrates, der ab Mitte Juli 1933 nur noch aus NSDAP-Mitgliedern bestand, die auch die frei gewordenen Sitze der ausgeschiedenen SPD- und BVP-Stadträte übernommen hatten. Nach der neu gestalteten Gemeindeordnung von 1935 hatten diese Stadträte, die jetzt Ratsherren genannt wurden, nur noch beratende Funktion. Gemäß dem Führerprinzip sollte der Oberbürgermeister die Geschäfte der Stadt in eigener Verantwortung führen. Für diese Aufgabe gab Schottenheim seine Arztpraxis auf.

### Wirken als Oberbürgermeister
Nach einer anfänglichen Unterbrechung beließ Schottenheim den seit 1925 für die Bayerische Volkspartei amtierenden zweiten Bürgermeister Hans Herrmann im Amt.
Zu seinen persönlichen Arbeitsschwerpunkten wählte Schottenheim neben Wehr- und Theaterangelegenheiten besonders die Erbauung von Wohnsiedlungen und die Siedlungsverwaltung. In seine Zeit als NSDAP-Bürgermeister fällt der Bauabschluss der Westheimsiedlung. Hauptakteur wurde Schottenheim bei Planung und Bau der später nach ihm benannten Schottenheimsiedlung, der heutigen Konradsiedlung. Der Bau dieser Siedlung war beim Amtsantritt von Schottenheim dringend erforderlich, angesichts von ca. 6.000 Arbeitslosen und 4.000 Wohnungssuchenden, die in den dichtbevölkerten Wohnquartieren der unteren Sozialschichten in der beengten Altstadt kein Unterkommen fanden. Ein weiterer Wohnkomplex, bei dem Schottenheim eine Rolle spielte, war die Siedlung Göring-Heim, die heutige Ganghofer-Siedlung. 1936/37 entstanden in einer ersten „Bauvornahme“ 608 Wohnungen in 152 Eigenheimen mit Einliegerwohnung und 76 Vierfamilienhäusern. Von einem zweiten Bauabschnitt, der die Erstellung von über 500 weiteren Wohnungen zum Ziel hatte, konnten im Jahr 1939 noch 248 Wohnungen in 20 Vierfamilien- und 21 Achtfamilienhäusern erstellt werden.
Neben vielen Ausschüssen gehörte er dem Beirat der im Juli 1936 gegründeten Messerschmitt GmbH an, die in Regensburg ein Flugzeugwerk gründen sollte. In der SA stieg Schottenheim zum Sanitätsbrigadeführer auf. In der SS trug er seit dem 20. April 1944 den Rang eines SS-Brigadeführers, einen Generalsrang. Als Sanitätsoffizier nahm Schottenheim an den ersten Wochen des deutschen Angriffskriegs gegen Polen teil, er begrüßte den Angriff mit begeisternden Worten. Schottenheim befürwortete u. a. auch die Praxis der NS-Zwangssterilisierungen. In der Reichspogromnacht am 9. November 1938 war Schottenheim nach Zeugenaussagen schon vor dem Eintreffen der Feuerwehr am Tatort, der Synagoge in der Schäffnerstraße und verhinderte durch eigenes Eingreifen noch mögliche Löscharbeiten an der Synagoge persönlich.
Laut Schottenheims Aussagen nach dem Krieg leitete er selbst in den letzten Kriegstagen, nachdem der Stadtkommandant und der Kreisleiter ihr Heil in der Flucht gesucht hätten und „Kampftruppenverbände oder SS-Formationen so gut wie keine mehr in der Stadt existierten“, die letztlich erfolgreichen Kapitulationsverhandlungen ein und löste die Volkssturmeinheiten auf. Es ist davon auszugehen, dass es sich dabei bei seiner eigenen Rolle weitgehend um Schutzbehauptungen Schottenheims vor der Spruchkammer handelt, jedenfalls wurde am 27. April 1945 die Stadt Regensburg kampflos an die Amerikaner übergeben. Am 30. April 1945 wurde Schottenheim gefangen genommen und inhaftiert.

## Nachkriegszeit
Im Sommer 1947 wurde Schottenheim im Entnazifizierungsprozess als „Hauptschuldiger“ angeklagt und als solcher zu viereinhalb Jahren Arbeitslager und zum Einzug seines Vermögens verurteilt. Der Argumentation seiner Verteidiger, Schottenheim habe Regensburg durch die kampflose Übergabe an die US-Streitkräfte vor der Zerstörung bewahrt, folgte die Lagerspruchkammer nicht. Die Berufungskammer stufte ihn am 27. August 1948 als „minderbelastet“ ein; nach bereits drei Jahren Haft kam er frei. Im so genannten „Synagogenbrandprozess“ im Jahr 1949 wurde Schottenheim freigesprochen, obwohl er sich nachts am 9. November 1938 schon vor dem Eintreffen der Feuerwehr am Tatort aufgehalten hatte „und mögliche Löscharbeiten an der Synagoge selbst persönlich verhinderte“.

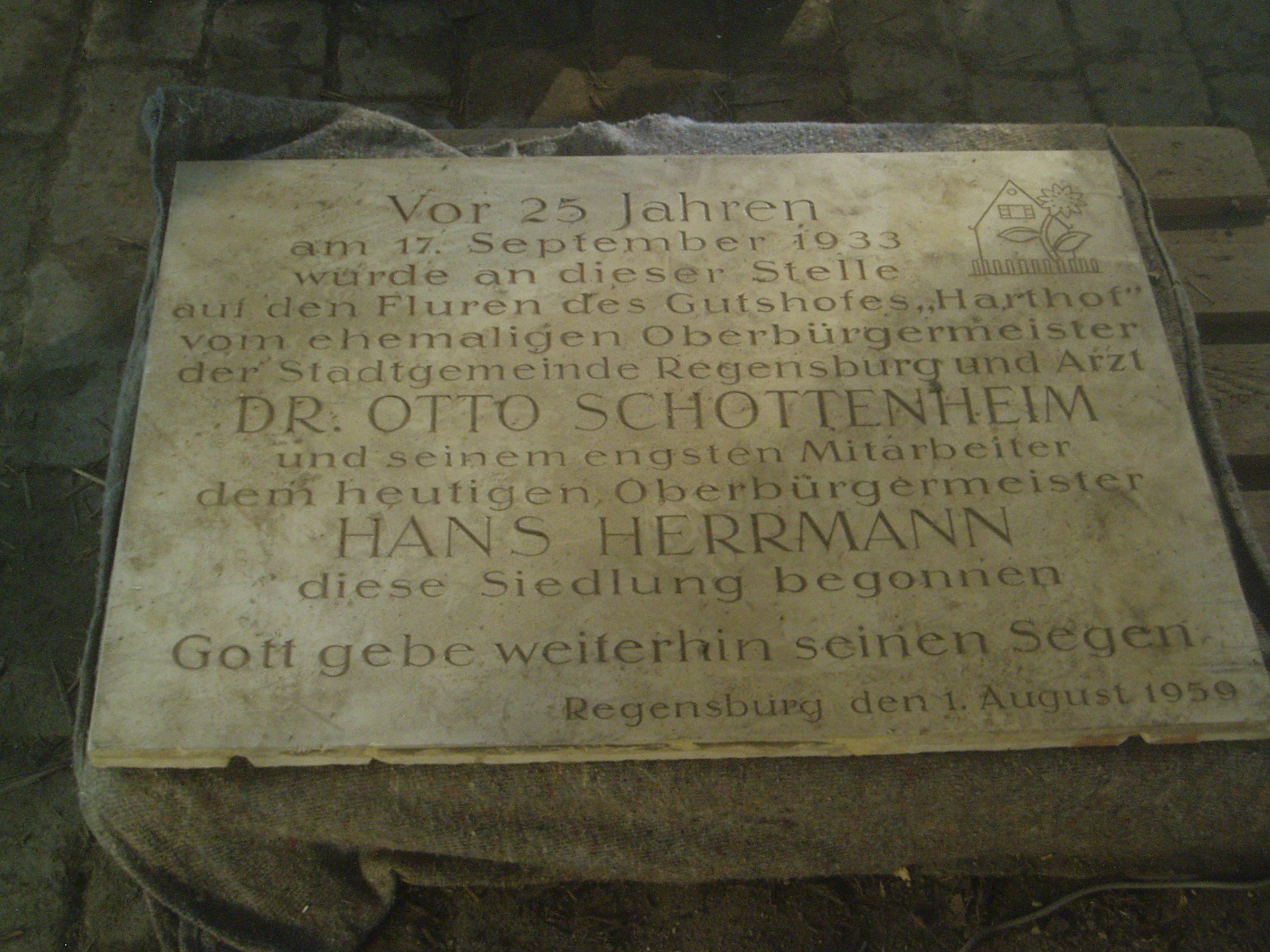
Gedenktafel für Schottenheim bis Mitte 1990er am Gemeinschaftshaus der Siedlervereinigung

In den 1950er Jahren betätigte sich Schottenheim, mittlerweile als sogenannter Mitläufer entnazifiziert, wieder als Arzt. Nachdem der Regensburger Stadtrat eine städtische Pensionszahlung für seine Zeit als Bürgermeister mehrfach abgelehnt hatte, verfügte die Bayerische Landesregierung im Jahre 1955, dass die Stadt dem ehemaligen nationalsozialistischen Bürgermeister Schottenheim eine Pension zu zahlen habe. Dies geschah auf Drängen des zwischenzeitlich für die CSU zum ersten Bürgermeister gewählten Hans Herrmann, der unter Schottenheim von 1933 bis 1945 zweiter Bürgermeister war.
Anfang August 1959 ließ Oberbürgermeister Hans Herrmann am Gemeinschaftshaus der Siedlervereinigung in der Konradsiedlung eine Gedenktafel anbringen. Darin wird das Wirken Schottenheims (und Herrmanns) gewürdigt, ohne das NS-Regime bzw. seine völkisch-rassistische Siedlerpolitik zu thematisieren. Nach dem Abbruch des Gemeinschaftshauses wurde die Tafel renoviert und ins Depot des Historischen Museums gebracht.

### Gedenkpolitik
In seinem Nachruf vom September 1980 bezeichnete Oberbürgermeister Friedrich Viehbacher (CSU) seinen Vorgänger Schottenheim als uneigennützigen Mitläufer des NS-Regimes. In den letzten Kriegstagen des April 1945 habe Schottenheim unter Lebensgefahr durch die von ihm angeblich angewiesene bedingungslose Kapitulation die Stadt Regensburg vor der Zerstörung bewahrt. Diese wahrheitswidrige und gefällige Darstellung entspricht im Wesentlichen der Verteidigungsstrategie Schottenheims während seiner Entnazifizierungsverhandlungen. Drei Jahre nach Schottenheims Tod behauptete Robert Bürger, Regensburg vor der Zerstörung gerettet zu haben. Bürgermeister Schottenheim habe dies durch die kurzfristige Bereitstellung eines städtischen LKW ermöglicht. Inzwischen gilt auch die subjektive Darstellung Bürgers als widerlegt. Es dürfte großenteils das Verdienst des Stabsoffiziers Othmar Matzke sein, die Kapitulation und kampflose Übergabe der Stadt Regensburg in die Wege geleitet zu haben.